# B (film)
 For alternative betydninger, se B (flertydig). (Se også artikler, som begynder med B)
B er en dansk kortfilm fra 2014 instrueret af Toni Kamula.

## Handling
For at flygte fra den smerte han oplever hjemme, er Mats taget på turne med et svensk afrobeat-band som deres chauffør. Under den sidste aftens livlige koncert har Mats svært ved at tage del i glæden, indtil han møder en smuk fremmed, hvis mystiske handlinger skubber ham i retning af større selvindsigt og -forståelse.

## Medvirkende
- Arttu Kurttila, Mats
- Marie Lydie Melono Nokouda, B
- Filip Aladdin, Joakim
- Mamadou Tonde, Danser